# Gus Lewis
Gus Lewis (* 19. Januar 1993 in New York City, New York) ist ein US-amerikanischer Schauspieler.
Lewis wurde in New York als Sohn von britischen Eltern geboren. Die ersten Jahre lebte er in den USA, später zog er mit seiner Familie nach London um. 2005 war er im Film Asylum neben Natasha Richardson und Ian McKellen zu sehen. Im selben Jahr spielte er den jungen Bruce Wayne in Christopher Nolans Batman Begins.

## Filmografie (Auswahl)
- 2005: Asylum
- 2005: Batman Begins
- 2006: I Souldn't Be Alive (Fernsehserie)